# الحماية المدنية الجزائرية
الحماية المدنية الجزائرية هو الجهاز الخاص برجال الإطفاء والدفاع المدني في الجزائر للخدمة العمومية تابع لوزارة الداخلية والجماعات المحلية مديره العام الحالي العقيد بوغلاف بوعلام، جهاز له مجموعة من الإجراءات والأعمال اللازمة لحماية السكان والممتلكات العامة والخاصة من أخطار الحريق والكوارث والحروب والحوادث المختلفة وإغاثة المنكوبين وتأمين سلامة المواصلات والاتصالات وسير العمل في المرافق العامة وحماية مصادر الثروة الوطنية في زمن السلم وحالات الحرب والطوارئ، الرقم الأخضر (14).

## تاريخ
بقي تنظيم الحماية المدنية بعد الاستقلال على حاله حتى إعادة هيكلة البلديات، وكانت نشأته في حالة بدائية؛ كان الجهاز يتكون أساسا من هيئة مركزية للحماية المدنية تابعة لوزارة الداخلية، ومن مرافق الإغاثة ومكافحة الحرائق القائمة على مستوى الولايات ولم يكن لها إلا دورا إداريا رمزيا يتمثل خاصة في اختيار وشراء المعدات، وكانت الوحدات المهتمة بالعمليات مجرد جمع وفير من الأجهزة الخاضعة لإشراف البلديات، والمكونة إما من رجال المطافئ المستخدمين مقابل أجر، أو من المتطوعين تبعا لأهمية الأجهزة ومواردها.
ثم مرت الحماية المدنية الجزائرية على عدة مراحل سُميت بالإصلاحات:

### إصلاح 1964
أول حركة إصلاح في هذا المجال إذ يعتبر مرحلة انتقالية من النظام الاستعماري إلى النظام الجزائري فبمقتضى المرسوم رقم 64 – 129 المؤرخ في 15 افريل 1964 المتضمن التنظيم الإداري للحماية المدنية حيث تضمن الباب الأول من هذا المرسوم مهام وتحضير الحماية المدنية «حيث أسست الحماية المدنية على مبدأ التضامن الإنساني في الإطاري الوطني والدولي للقيام بالمهمة الكلية المتمثلة في حماية الأشخاص والممتلكات تحت شعار: (الوقاية – التوقع – التدخل) ، تمس جميع أفراد المجتمع لحماية الحياة والموارد المادية التي تمثل الثروة الوطنية».

### إصلاح 1970
كان هذا التنظيم بمقتضى المرسوم رقم 70 – 167 المؤرخ في 10 نوفمبر 1970 و المتضمن تصنيف وحدات الحماية المدنية وتحديد إطارها وتجهيزها.

### تحول المصلحة الوطنية إلى المديرية العامة للحماية المدنية
بصدور المرسوم رقم 76 – 39 المؤرخ في 20 /02 /1976 المتضمن إعادة تنظيم الإدارة المركزية لوزارة الداخلية تحولت المصلحة الوطنية للحماية المدنية إلى المديرية العامة للحماية المدنية.

## المهام

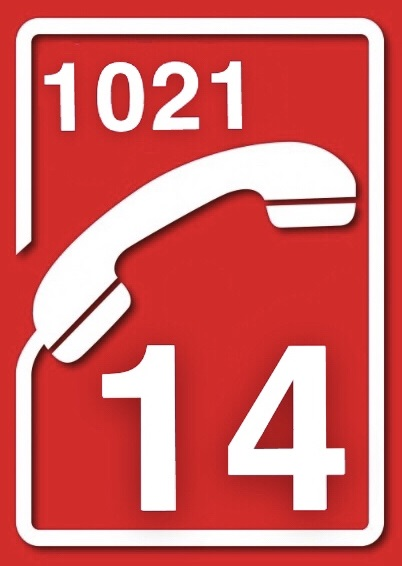
أرقام الطوارئ للحماية المدنية الجزائرية.

إن التحولات المتعددة والمتتالية التي عرفتها الحماية المدنية سمحت لها بتدعيم مختلف مصالحها استجابة لمتطلبات النشاطات والمهام غير المقسمة نظرا لتطور وتعقد الأخطار الطبيعية والتكنولوجية وانطلاقا من هذا المنظور اتخذت مجموعة من الاحتياطات التنظيمية وكذا تحسين الإطار التنظيمي والعلمي للمصالح المرتبطة بظهور التنظيم القانوني لسنة 1991 ليكرس هذا التغيير الجذري في الإدارة المركزية لمديرية العامة للحماية المدنية.
تمثل هذا التنظيم القانوني في المرسوم التنفيذي رقم 91 – 503 المؤرخ في 21 ديسمبر 1991 المتعلق بتنظيم الإدارة المركزية للمديرية العامة للحماية المدنية المعدل والمتمم والغاية من هذا التنظيم الجديد يكمن في تحسين التسيير على المستوى المركزي وكذا القدرة على التحكم الفعلي والنوعي في النشاطات التقنية والعملية المكلفة بأدائها هي والتي تقوم بها منخلال مصالحها الخارجية.
إذ اكتمل التنظيم الإداري بنصوص أخرى تتمثل في م ت 92 – 54 المؤرخ في 12 فيفري 1992 المتعلق بتنظيم المصالح الخارجية للحماية المدنية وعملها والمرسوم التنفيذي رقم 92 – 43 المؤرخ في 04 فيفري 1991 يتضمن إنشاء المفتشية العامة لمصالح الحماية المدنية وتنظيمها وسيرها. تضمن المرسوم رقم 91 / 503 المؤرخ في 21 ديسمبر 1991 التعلق بتنظيم الإدارة المركزية للمديـرية العامة للحـماية المدنية المعدل والمتمم بواســطة المرسـوم 93 – 147 المؤرخ في 22 جوان 1993، التعديلات الأساسية المتضمنة في التنظيم الجديد تتعلق كذلك بالهــياكل والمهام المسندة لكل المرافق.

## التنظيم الإداري
إن التحولات المتعددة والمتتالية التي عرفتها الحماية المدنية سمحت لها بتدعيم مختلف مصالحها استجابة لمتطلبات النشاطات والمهام غير المقسمة نظرا لتطور وتعقد الأخطار الطبيعية والتكنولوجية.
وانطقلاقا من هذا المنظور اتخذت مجموعة من الاحتياطات التنظيمية وكذا تحسين الإطار التنظيمي والعلمي للمصالح المرتبطة بظهور التنظيم القانوني لسنة 1991 ليكرس هذا التغيير الجذري في الإدارة المركزية للمديرية العامة للحماية المدنية.
تمثل هذا التنظيم القانوني في المرسوم التنفيذي رقم 91 -503 المؤرخ في 21 ديسمبر 1991 المتعلق بتنظيم الإدارة المركزية للمديرية العامة للحماية المدنية المعدل والمتمم.
والغاية من هذا التنظيم الجديد يمكن في تحسين التسيير على المستوى المركزي وكذا القدرة على التحكم الفعلي والنوعي في النشاطات التقنية والعملية المكلفة بأدائها هي والتي تقوم بها من خلال مصالحها الخارجية.
إذ اكتمل التنظيم الإداري بنصوص أخرى تتمثل في متمم 92 - 54 المؤرخ في 12 فيفيري 1992 المتعلق بتنظيم المصالح الخارجية للحماية المدنية وعملها والمرسوم التنفيذي رقم 92-43 المؤرخ في 04 فيفري 1992 يتضمن إنشاء المفتشية العامة لمصالح الحماية المدنية وتنظيمها وسيرها.
تضمن المرسوم رقم 503/91 المؤرخ في 21 ديسمبر 1991 المتعلق بتنظيم الإدارة المركزية للمديرية العامة للحماية المدنية المعدل والمتمم بواسطة المرسوم 93-147 المؤرخ في 22 جوان 1993، التعديلات الأساسية المتضمنة في التنظيم الجديد تتعلق كذلك بالهياكل والمهام المسندة لكل المرافق.

### المديرية العامة للحماية
يترأس المديرية العامة مدير عام يساعده مديرين (02) للدراسات يقومان بمهام التنسيق والمتابعة للنشاطات التي لا تدخل في إطار مهام هياكل المديرية العامة.
و على الخصوص مكلفان بما يلي :
- تسيير ومتابعة البريد والمواصلات.
- العلاقات مع الصحافة.
- تنسيق العلاقات الخارجية.
- أعمال الدراسة والتحليل والتلخيص.
- مهام الترجمة وتراجم.

و تضم المديرية العامة للحماية المدنية مفتشية عامة للمصالح مكلفة على الخصوص بمهام مراقبة تطبيق التشريع والتنظيم المعمول به والخاص بالحماية المدنية وتنظيم وعمل أعضاء هياكل ومؤسسات الحماية المدنية.
فالمفتشية العامة لمصالح الحماية المدنية تمارس مهامها المذكورة أعلاه على أساس برنامج سنوي للنشاط وحسب الحاجة وبطلب من المدير العام للحماية المدنية يمكن أن تقوم بزيادات مراقبة فجائية لهياكل الحماية المدنية.
هياكل المديرية العامة للحماية المدنية تتكون من أربعة (04) مديريات :
- مديرية الوقاية
- مديرية تنظيم وتنسيق الإسعافات.
- مديرية الموظفين والتكوين.
- مديرية الإمداد والمنشآت.

#### مديرية الوقاية
مديرية الوقاية مكلفة بدراسة وتحضير قواعد ومقاييس الأمن المطبقة في ميدان الوقاية وتثبيت قواعد المراقبة ضد الأخطار الطبيعية والتكنولوجية الكبرى.
في هذا الإطار فإن مديرية الوقاية مكلفة على الخصوص بما يلي :
- دراسة وتعريف القواعد والمقاييس الأمنية المطبقة في ميدان الدفاع ضد الحرائق والانفجار والهلع في مختلف القطاعات.
- دراسة وتحضير النصوص ذات الطابع التشريعي والتنظيمي المتعلقة بمجال آمن الأشخاص والممتلكات.
- دراسة ومتابعة كل المسائل المرتبطة بوقاية الأخطار الكبرى.
- دراسة ووضع حيز التنفيذ الأنشطة الإعلامية والتحسيس بمختلف الأخطار.
- جمع وتحليل إحصائيات التدخلات.

مديرية الوقاية تمارس هذه المهام عن طريق ثلاث (03) مديريات :
- المديرية الفرعية للدراسات والتنظيم.
- المديرية الفرعية للأخطار الكبرى.
- المديرية الفرعية للإحصائيات والإعلام.

#### مديرية تنظيم وتنسيق الإسعافات
مديرية تنظيم وتنسيق الإسعافات مكلفة بدراسة وتعريف وسائل وقواعد تنظيم وتوزيع ووضع حيز التنفيذ الإسعافات ومتابعة تنسيق عملها ونشاطها.
و في هذا الصدد فهي مكلفة على الخصوص بما يلي :
- متابعة وتنسيق عمليات الإسعاف في حالة الكوارث الكبرى.
- دراسة وتعريف شروط تحضير مختلف مخططات التدخل بالإضافة إلى كيفية وقواعد تنظيم التدخلات والإسعاف في حالة كارثة وتسهر على وضعها حيز التنفيذ.
- تنظيم وتنسيق جهاز الحماية والأمن خلال الحملات الموسمية أو الفصلية.
- دراسة وتحديد كيفية تسيير وإنتاج شبكات الاتصال والإبلاغ العملية للحماية المدنية.
- دراسة ووضع حيز التنفيذ كل المقاييس الطبيعية التي تسمح بتدعيم وتحسين نوعية الإسعافات للحماية المدنية.

تمارس هذه المديرية مهامها السالفة الذكر من خلال أربع (04) مديريات فرعية :
- المديرية الفرعية للتخطيط العلمي.
- المديرية الفرعية للعمليات.
- المديرية الفرعية للمواصلات العملية.
- المديرية الفرعية للإسعاف الطبي.

#### مديرية الموظفين والتكوين
تتكلف هذه المديرية بتسيير وتوزيع الموارد البشرية وتطبيق سياسات التكوين، ودراسة البرامج البيداغوجية وتحديد قواعد وشروط تطبيقها.
و في هذا المجال فهي مكلفة على الخصوص بما لي :
- تسيير وتوزيع الوسائل البشرية للحماية المدنية.
- تحضير ووضع حيز التنفيذ سياسة الانخراط في الحماية المدنية ومتابعة تنفيذها.
- تسيير سلك مستخدمي الحماية المدنية.
- ترقية النشاط الطبي والاجتماعي على مستوى الحماية المدنية.
- تحديد سياسة التكوين والإتقان والتخصص لمستخدمي الحماية المدنية وتضمن تطبيقها ومراقبتها.
- متابعة ومراقبة النشاط البيداغوجي لمؤسسات التكوين التابعة للحماية المدنية.

تمارس هذه المديرية مهامها الذكورة آنفا من خلال ثلاث (03) مديريات فرعية :
- المديرية الفرعية للموظفين.
- المديرية الفرعية للتكوين.
- المديرية الفرعية للنشاط الاجتماعي.

#### مديرية الإمداد والمنشآت
تتكلف هذه المديرية بتجهيز ومتابعة ومراقبة إنجاز برامج المنشآت والتجهيز، وتقرر وتنفذ الاحتياجات المالية وتحدد وتراقب شروط وصيانة المنشآت والتجهيزات الخاصة بالحماية المدنية.
و في هذا الصدد فهي مكلفة على الخصوص بما لي :
- تحضير برامج المنشآت والتجهيز ومتابعة ومراقبة تنفيذها.
- إقرار وتنفيذ ميزانيات التسيير والتسيير المالي.
- تحديد قواعد تسيير وصيانة المنشآت ومراقبة تطبيقها.
- تحديد قواعد الصيانة لعتاد وتجهيزات الحماية المدنية ومراقبة تنفيذها.
- التدخل لتصفية الحساب والأمر بالصرف لجميع المستحقات.

تمارس المديرية مهامها المذكورة أعلاه من خلال ثلاث (03) مديريات فرعية :
- المديرية الفرعية للميزانية والمحاسبة.
- المديرية الفرعية للمنشآت.
- المديرية الفرعية للتجهيز والإمداد.

## المدراء العامون المتعاقبون
- 1 ديسمبر 1980 محمد بن عيسى[3]

## البدلات الرسمية
- بدلة التدخل: البدلة الإعتيادية للحماية المدنية تتكون مِن سترة زرقاء داكنة مزودة بشريط رمادي بالإضافة إلى سروال  وَحذاء تكتيكي [الإنجليزية]. يرتديها أفراد الحماية المدنية أثناءَ أداء مهامهم اليومية لضمان سلامتهم وَسلامة المواطنين. السترة مصممة لتوفير الحماية وَالراحة، في حين أن السروال  مصنوع من مادة مقاومة للعوامل الخارجية لضمان التحمل وَالمتانة. الحذاء التكتيكي يوفر دعماً إضافياً للكاحلين ويحمي الأقدام مِنَ المخاطر المحتملة في بيئات متعددة. هذهِ البدلة تعكسُ الانضباط وَالجاهزية التّامة لأفراد الحماية المدنية لمواجهة أي طارئ بكل احترافية ومهنية.

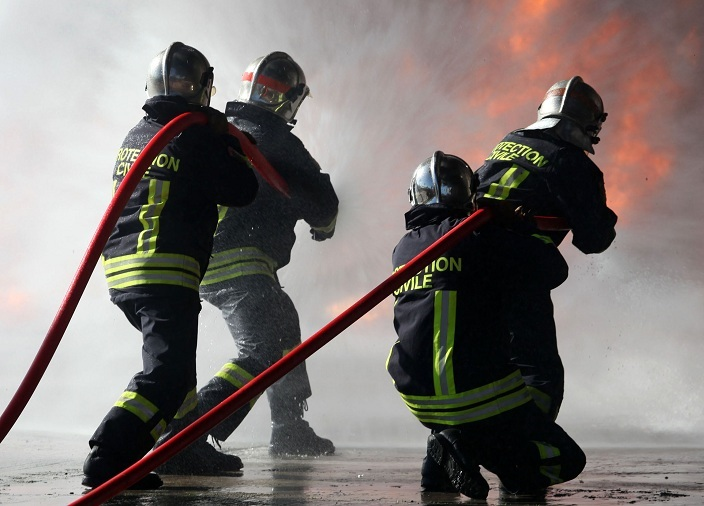
بدلة مكافحة الحرائق أثناءَ مُناورة

- بدلة مكافحة الحرائق: تُستخدمُ خلالَ الحرائق أو حوادث الطرق، وَتتكونُ من زوج من قفازات الحرائق، وَخوذة رجل الإطفاء [الإنجليزية]، وَغطاء للرأس، وَسترة مقاومة للنار وَسروال مُضاعَف وَ نظارات واقية. هذهِ البدلة مصممة خصيصًا لحماية رجال الإطفاء أثناء أداء مهامهم الخطرة. القفازات توفر حماية لليدين مِن الحرارة العالية وَالجروح، بينما تحمي الخوذة الرأس من الصدمات وَالسقوط. غطاء الرأس يضمن حماية إضافية للوجه وَالرقبة مِن اللهب وَالدخان، وَتُصنع السترة وَالسروال من مواد مقاومة للحريق لتوفير أقصى درجات الأمان. هذهِ البدلة تعكسُ التزام رجال الإطفاء بسلامتهم وسلامة الآخرين، وَتُعزز قدرتهم على التعامل مع المواقف الطارئة بكفاءة وفعالية.

|  |  |  |

## معرض الصور
|  |  |  |  |

## روابط خارجية
- الموقع الرسمي للحماية المدنية الجزائرية